# Craig Stevens (natation)
Pour les articles homonymes, voir Stevens et Craig Stevens.
Craig Stevens, né le 23 juillet 1980 à Sydney, est un nageur australien spécialiste de la nage libre sur des distances allant du 200 m au 1 500 m nage libre. Il prit part à l'obtention de la médaille d'argent du relais australien 4 × 200 m nage libre aux Jeux olympiques 2004 à Athènes. Qualifié sur 400 m nage libre lors de la compétition olympique, il avait choisi de céder sa place à son compatriote Ian Thorpe, futur médaillé d'or de la distance mais qui avait été disqualifié en raison d'une chute sur le plot de départ lors des sélections australiennes.
Lors des championnats du monde 2007, il remporte la médaille de bronze sur le 800 m nage libre.

## Palmarès

### Jeux olympiques
- Jeux olympiques 2004 à Athènes :
  -  Médaille d'argent avec le relais australien 4 × 200 m nage libre.

### Championnats du monde
- Championnats du monde 2003 à Barcelone :
  -  Médaille d'or au titre du relais 4 × 200 m nage libre.
- Championnats du monde 2007 à Melbourne :
  -  Médaille d'argent sur le 800 m nage libre.